# مذاکرات نیروهای محور در مورد تقسیم آسیا

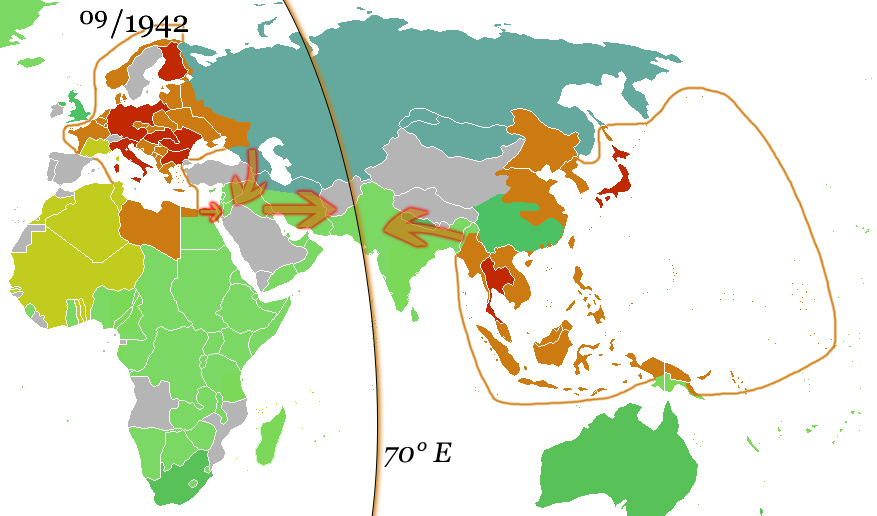
مناطق تحت نفوذ آلمان و ژاپن در حداکثر میزان خود در پاییز ۱۹۴۲ نشان داده شده‌است. پیکان‌ها حرکات برنامه‌ریزی شده به سمت خط تعیین شده در ۷۰ درجه شرقی را نشان می‌دهند، که هرگز حتی تقریباً به نزدیک این برنامه هم نرسید.

مذاکرات نیروهای محور در مورد تقسیم آسیا (به انگلیسی: Axis powers negotiations on the division of Asia) یک توافق‌نامه مشخص ارضی در مورد قاره آسیا بود که در ۱۱ دسامبر ۱۹۴۱، قدرتهای محور، آلمان نازی، پادشاهی ایتالیا، و امپراتوری ژاپن پس از اتحاد نظامی علیه ایالات متحده آمریکا، پیشنهاد دادند.